# Puig (Motorradzubehör)
Puig [putʃ] ist eine katalonische Marke von Motorrad- und Motorrollerzubehör. Das Unternehmen firmiert heute als Motoplastic S.A. und hat seinen Sitz in Granollers, etwa 25 km nordöstlich des Stadtzentrums von Barcelona. Das Sortiment umfasst insbesondere Kunststoffteile wie Windschilder, Handprotektoren und Verkleidungsteile, aber auch unterschiedliche Metallteile. 
Die Deutsche Niederlassung (Logistikzentrum) befindet sich in Köln.

## Geschichte
In der Garage ihres Hauses in Granollers gründeten 1964 die Brüder Josep und Jaume Puig, beide Derbi-Mitarbeiter, das Unternehmen Carenados Puig (Puig Verkleidungen) auf nur 100 m².
1986 änderte sich die Firmierung in Motoplastic S.A. Für die Produktion und die Konstruktionsabteilung wurde Anfang der 2000er Jahre ein neuer Standort im Industriegebiet Can Castells von Canovelles, am nördlichen Stadtrand von Granollers, bezogen.